# Moment 4 Life
«Moment 4 Life» — песня певицы Ники Минаж с участием канадского рэпера Дрейка. Четвёртый сингл с дебютного альбома Минаж Pink Friday (2010). Песня была спродюсирована T-Minus. Песня вдохновлена историей, созданной Минаж, в которой двое детей растут вместе, разделяя одну и ту же мечту стать известными рэперами, и написать эту песню, проживая свои мечты вместе. Сингл достиг пика под номером 13 в американском чарте Billboard Hot 100 и возглавил чарты США Hot R&B/Hip-Hop Songs и Hot Rap Songs. Сингл также добился успеха на международном уровне, став хитом топ-40 в Канаде, Ирландии и Великобритании, а также в Бельгии и Франции. «Moment 4 Life» был номинирован на премию Грэмми 2012 года в категории лучшее рэп-исполнение, но проиграл «Otis» Jay-Z и Канье Уэсту. По состоянию на июль 2016 года песня разошлась тиражом в 2 миллиона экземпляров.

## Чарты и сертификация
| Чарт (2010—2011)                           | Максимальная позиция |
| ------------------------------------------ | -------------------- |
| Бельгия/Фландрия (Ultratip Bubbling Under) | 23                   |
| Канада (Billboard Canadian Hot 100)        | 27                   |
| Франция (SNEP)                             | 65                   |
| Ирландия (IRMA)                            | 37                   |
| Нидерланды (Single Top 100)                | 51                   |
| Romania (Romanian Top 100)                 | 91                   |
| Шотландия (OCC Scotland)                   | 24                   |
| Великобритания (OCC UK Singles)            | 22                   |
| Великобритания (OCC UK Hip Hop/R&B)        | 9                    |
| США (Billboard Hot 100)                    | 13                   |
| США (Billboard Hot R&B/Hip-Hop Songs)      | 1                    |
| США (Billboard Hot Rap Songs)              | 1                    |
| США (Billboard Pop Airplay)                | 18                   |
| США (Billboard Rhythmic)                   | 2                    |

| Регион                                                                      | Сертификация | Продажи   |
| --------------------------------------------------------------------------- | ------------ | --------- |
| Великобритания (BPI)                                                        | Платиновый   | 600 000   |
| США (RIAA)                                                                  | Платиновый   | 2,000,000 |
| Данные о продажах + прослушиваниях приведены только на основе сертификации. |              |           |

| Чарт (2011)          | Позиция |
| -------------------- | ------- |
| Canadian Hot 100     | 92      |
| US Billboard Hot 100 | 50      |